# Ін-Атес
Ін-Атес — велика руслова система, що заповнюється сезонно. Розташована на сході Малі і південному заході Нігера. Впадає в річку Нігер з лівого берега у поселення Гаігору. Руслова система вади знаходиться в діапазоні висот 200÷500 м над рівнем моря.
Починається в Малі, на півдні області Гао при стику долин Ін-Делімано і Андар-ін-Текелі і тече на північ. Тут, в заповіднику Ансонго-Менака, Ін-Атес бере основну частину приток.